# Vexin-sur-Epte
Vexin-sud-Epte és una comuna nova francesa situada en el departament d'Eure, a la regió de Normandia.

## Història
Va ser creada l'1 de gener de 2016, en aplicació d'una resolució del prefecte d'Eure del 4 de desembre de 2015 amb la unió de les comunes de Berthenonville, Bus-Saint-Rémy, Cahaignes, Cantiers, Civières, Dampsmesnil, Écos, Fontenay-en-Vexin, Forêt-la-Folie, Fourges, Fours-en-Vexin, Guitry, Panilleuse, i Tourny, passant a estar l'ajuntament en l'antiga comuna de Écos.

## Demografia
| Gràfica d'evolució demogràfica de Vexin-sur-Epte entre 1800 i 2013 |
|                                                                    |

Les dades entre 1800 i 2013 són el resultat de sumar els parcials de les catorze comunes que formen la nova comuna de Vexin-sud-Epte, les dades del qual s'han agafat de 1800 a 1999, per les comunes de Berthenonville, Bus-Saint-Rémy, Cahaignes, Cantiers, Civières, Dampsmesnil, Écos, Fontenay-en-Vexin, Forêt-la-Folie, Fourges, Fours-en-Vexin, Guitry, Panilleuse i Tourny de la pàgina francesa EHESS/Cassini. Les altres dades s'han agafat de la pàgina del INSEE.

## Composició
| Comuna delegada   | Codi INSEE | Població (2013) | Superfície (km²) | Densitat (hab./km²) |
| ----------------- | ---------- | --------------- | ---------------- | ------------------- |
| Berthenonville    | 27060      | 256             | 5.92             | 43                  |
| Bus-Saint-Rémy    | 27121      | 327             | 7.77             | 42                  |
| Cahaignes         | 27122      | 362             | 9.54             | 38                  |
| Cantiers          | 27128      | 233             | 2.28             | 102                 |
| Civières          | 27160      | 218             | 7.77             | 28                  |
| Dampsmesnil       | 27197      | 201             | 5.61             | 36                  |
| Écos              | 27213      | 1054            | 15.23            | 69                  |
| Fontenay-en-Vexin | 27255      | 309             | 6.76             | 46                  |
| Forêt-la-Folie    | 27257      | 490             | 11.02            | 44                  |
| Fourges           | 27262      | 798             | 7.72             | 103                 |
| Fours-en-Vexin    | 27264      | 196             | 5.12             | 33                  |
| Guitry            | 27308      | 252             | 8.13             | 31                  |
| Panilleuse        | 27449      | 448             | 8.87             | 51                  |
| Tourny            | 27653      | 938             | 11.95            | 78                  |